# Часовитин, Дмитрий Николаевич
Дмитрий Николаевич Часовитин (26 января 1957 — 17 августа 2013, под Великими Луками, Российская Федерация) — советский и российский пианист и педагог, заведующий кафедрой методики фортепианного исполнительства и педагогики Санкт-Петербургской государственной консерватории им. Н. А. Римского-Корсакова, заслуженный артист России.

## Биография
В 1982 г. окончил Санкт-Петербургскую государственную консерваторию им. Н. А. Римского-Корсакова по специальности «фортепиано». С 1987 г. преподает фортепиано в Санкт-Петербургской консерватории. Пять его учеников стали лауреатами различных международных конкурсов.
Являлся лауреатом Международного конкурса исполнителей в Германии, вел постоянную концертную деятельность. Читал лекции по теории и истории фортепианного исполнительства в университетах Бирмингема, Бостона, Королевской Шотландской Академии музыки и драмы.
- 1991—2002 гг. — начальник учебно-методического управления Санкт-Петербургской консерватории,
- 2000—2005 гг. — заведующий кафедрой общего курса фортепиано,
- 2002—2004 гг. — проректор Санкт-Петербургской консерватории по учебной работе,
- 2004—2005 гг. — проректор по непрерывному и дополнительному образованию,
- 2008—2011 гг. — проректор Санкт-Петербургской консерватории по учебно-методическим объединениям и учебно-воспитательной работе.

С 2005 г. — заведующий кафедрой методики фортепианного исполнительства и педагогики Санкт-Петербургской консерватории.
Член экспертного совета при Комитете по науке и высшей школе Администрации Санкт-Петербурга.
1997—1998 гг. — член президиума Ассоциации европейских консерваторий CHAIN. С 2004 г. — представитель Санкт-Петербургской консерватории в Ассоциации Европейских Консерваторий АЕС.
С 2005 г. — представитель Санкт-Петербургской консерватории в Европейском Музыкальном Совете.
Член совета ректоров Ассоциации консерваторий прибалтийских государств.
В 1997, 2003, 2005 гг. — член жюри международных конкурсов в Лондоне и Энсхеде (Нидерланды).
В 2008 и 2009 гг. — член жюри детских и студенческих международных конкурсов в Екатеринбурге. С 2004 г. — постоянный член жюри детского конкурса юных исполнителей имени Д. Шостаковича (Санкт-Петербург).

## Награды и звания
Заслуженный артист России (2003).